# 蕾哈娜
羅賓·蕾哈娜·芬蒂，NH（英語：Order of National Heroes，/riˈænə/，1988年2月20日—），是一名巴貝多的歌手、詞曲作家、演員、商人、時尚設計師及外交官。她出生于聖邁克爾區，并在布里奇敦长大。2003年，蕾哈娜在唱片制作人埃文·罗杰斯的指导下录制了一些样本唱片，初涉乐坛。最终，她与Def Jam唱片行政總裁Jay Z签下合同，正式开启个人职业生涯。在发行錄音室專輯《太陽之歌》與《娜妹天下》時，蕾哈娜創造了《百聽不厭》與《求救訊號》等熱門歌曲，並因此小有名氣。2007年，蕾哈娜發行了她的第3張錄音室專輯《娜妹好坏》，重塑了自己的音樂風格和公眾形象。專輯的首張單曲《小雨傘》成為了她個人職業生涯全球化的一大突破，不僅取得了較大的商業成功，還獲得了第50届格莱美奖最佳饒舌/演唱對唱獎。這之後，蕾哈娜又發行了四張錄音室專輯，並創造了數首熱門單曲。
至今，蕾哈娜的全球唱片銷量已超過3億，是唱片銷量最多的艺人之一。在《加把劲》發行之後，蕾哈娜已正式超越麥可·傑克森，成為《告示牌》史上擁有第4多冠軍單曲的藝人。蕾哈娜在其職業生涯已獲得多項獎項，包括8個葛萊美獎、12個全美音樂獎、12個《告示牌》音樂獎和2個全英音樂獎。而由於她時尚造型多變，她亦在2014年收穫了美國時尚設計協會終身時尚成就獎。2012年，《福布斯》將蕾哈娜列為該年第4有權勢的名人，《時代》也將其評為該年百大影響力人物之一。2019年12月，蕾哈娜入選彭博資訊公布的2019年「彭博50」名單。2018年9月20日，蕾哈娜被巴貝多政府任命為特命全權大使，負責推動該島的「教育、旅遊和投資」。2021年獲得巴貝多國家英雄的榮譽稱號。
除了音樂之外，蕾哈娜也因參與人道主義事業、創業和時尚產業而聞名。她是非營利組織Clara Lionel Foundation、化妝品品牌Fenty Beauty和LVMH旗下時尚品牌Fenty的創始人，她是第一位領導 LVMH 奢侈品牌的黑人女性。

## 早年生活

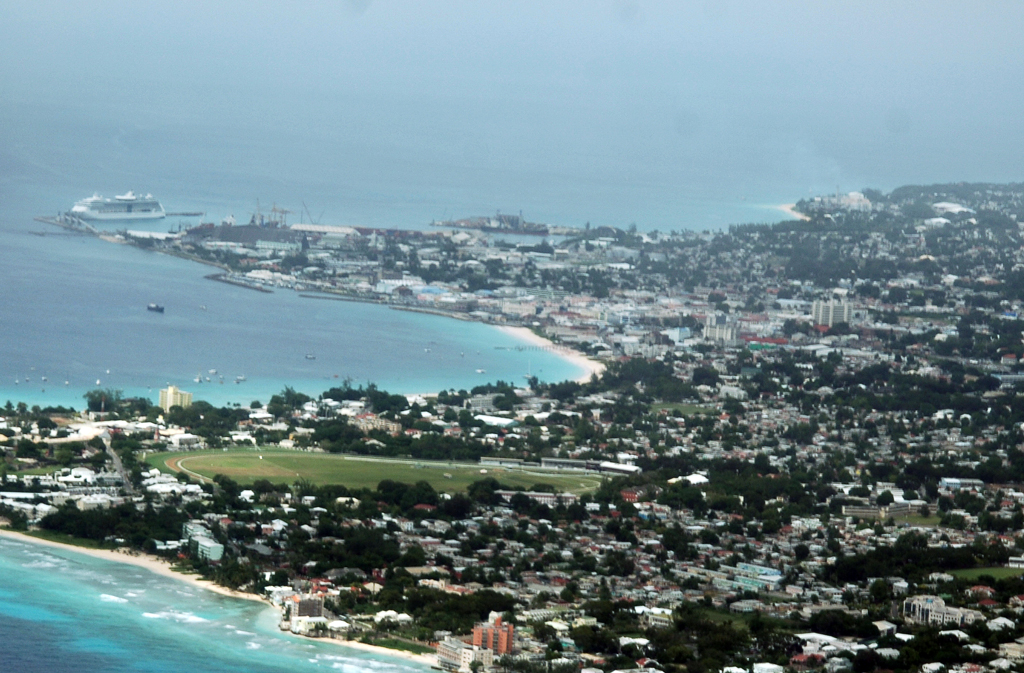
蕾哈娜在巴巴多斯布里奇敦长大。

羅賓·蕾哈娜·芬蒂出生于1988年2月20日的巴巴多斯聖邁克爾區伊利沙伯女王醫院。她的母亲莫妮卡是一名非裔圭亞那退休会计，父亲羅納德·芬蒂是一名具有爱尔兰血统的非裔巴巴多斯仓库主管。蕾哈娜有两个兄弟，两个同父异母的姐妹和一个同父异母的兄弟。小时候，蕾哈娜住在布里奇敦的一个三层高的小平房中。然而，当时，她的父亲一直酗酒且吸食可卡因成瘾，並对蕾哈娜的母亲拳脚相向，因此蕾哈娜父母的关系很快紧张了起来。而蕾哈娜的健康状况也一直不佳，因为头痛，她被迫做了许多CT扫描，蕾哈娜回忆这段经历说：“医生们甚至认为那是肿瘤，因为头痛太剧烈了。”蕾哈娜的亲生父母在她14岁之前离婚了，而蕾哈娜的健康状况有所好转。自幼，蕾哈娜就听了许多雷鬼音乐，在约7岁时，她开始试着唱歌。蕾哈娜先后在查理斯·F·布鲁姆纪念小学和（Charles F. Broome Memorial Primary School）康伯米尔学校（Combermere School）就读。但后来她决心辍学追随自己的音乐梦想。

## 职业生涯

### 2003年–2004年：生涯开端
2003年，蕾哈娜与她的两名同学组成了一个三人音乐组合。而偶然的一次机会，她们在巴巴多斯被美国唱片制作人埃文·罗杰斯发掘。几人参加了罗杰斯举行的面试。在面试时，蕾哈娜表演了天命真女的歌曲《Emotion》和瑪麗亞·凱莉的歌曲《英雄》。罗杰斯后来评论说：“蕾哈娜走进房间之后，仿佛其他两个女生都不存在了。”由于被蕾哈娜的表现打动，罗杰斯决定与她的母亲会面，并在不久后邀请蕾哈娜去美国录制一些樣本唱片以送往唱片公司。2004年，由于蕾哈娜只在假期有空参与录制，因此，蕾哈娜录制了两首样本歌曲，包括《Pon de Replay》和，最终收录于她的出道录音室专辑《太阳之歌》中同年，蕾哈娜与卡尔·斯特肯与埃文·罗杰斯的製作公司Syndicated Rhythm Productions签约。
蕾哈娜的样本唱片也傳給了Def Jam唱片公司。公司的A&R杰·布朗是最早听到样本的人之一。布朗将样本放给饶舌歌手Jay Z听。Jay Z在听完歌曲《Pon de Replay》后表示“这首歌曲对她来说难度太大了，（对于一个新艺人来说）很难达到这种水平。我不签歌曲，我只签艺人。”虽然感到怀疑，但之后，Jay Z仍邀请蕾哈娜去唱片公司试音。2005年年初，蕾哈娜在纽约的Def Jam唱片公司总部试音，在那里，Jay Z将她介绍给了音乐大师L·A·瑞德。试音中，蕾哈娜唱了惠特妮·休斯顿版的《For the Love of You》与她之前的样本《Pon de Replay》和。在她表演完《Pon de Replay》之后，Jay Z很确信要签下这名歌手。而瑞德在听完歌曲之后甚至告诉Jay Z，除非合同签下，不然不要让蕾哈娜离开大楼。瑞德让Jay Z及其团队说服蕾哈娜签下6张专辑的合约。而为了防止蕾哈娜中途签下别的公司，蕾哈娜在Jay Z办公室驻守到了凌晨三点签约事宜结束。
签约之后，蕾哈娜取消了其他公司的试音，并从巴巴多斯迁居美国，住在罗杰斯家。

### 2005年–2006年：《太陽之歌》与《娜妹天下》
簽約後不久，Jay Z及其團隊開始著手準備蕾哈娜的首張錄音室專輯。蕾哈娜和一些不同的制作人，如羅傑斯以及他的制作搭档卡尔·斯特肯，一起制作这张专辑。在专辑制作完成后，由于制作团队认为，《百聽不厭》是最适合夏日发行的歌曲。因此，《百聽不厭》被选为了专辑的首张单曲。2005年5月，《百聽不厭》正式发行，在全球许多榜单取得了较大的成功，在15个国家的榜单进入了前5名。在美国，歌曲在《公告牌》百强单曲榜最高排位取得了第2名。
蕾哈娜的首张录音室专辑《太陽之歌》于2005年8月正式发行。专辑空降《公告牌》二百强专辑榜第10名。之后，专辑以500,000份销售单元被美国唱片工业协会认证为金唱片。专辑的第二支单曲《討愛》不如第一支单曲成功，但也在澳大利亚、爱尔兰和新西兰进入了榜单前10。
在进行音乐工作的同时，蕾哈娜也开始尝试进入其它产业。她友情客串了2006年电影《魅力四射3》。

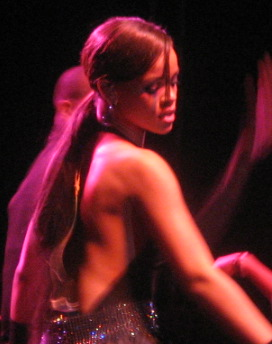
蕾哈娜于2006年12月在KIIS-FM Jingle Ball表演。

在《太陽之歌》发行一个月后，蕾哈娜开始着手准备自己的第二张录音室专辑。2006年4月，她的第二张录音室专辑《娜妹天下》发行。《滚石》的编辑巴里·沃尔特斯认为，《娜妹天下》比《太陽之歌》更加讨喜。专辑取得了全球性的商业成功，在13个国家进入了榜单前10名。在加拿大，专辑取得了冠军，在英国，专辑最高排位第5名。在美国，专辑首周取得了115,000份销售单元，在二百强专辑榜最高排位第5名。专辑在美国取得1,000,000份销售单元后，被美国唱片工业协会认证为了白金唱片。专辑的首张单曲，《求救訊號》全球走红，在11个国家进入了榜单前5名。在美国和澳大利亚，歌曲取得了冠军。专辑的第二张单曲《罪愛》在18个国家进入了榜单前10名，在加拿大和瑞士夺冠。此外，专辑还发行了《乘著風》和《暫時停止》两支单曲。

### 2007年–2009年：《娜妹好壞》与《限制級》
2007年年初，蕾哈娜开始制作第3张录音室专辑《娜妹好坏》。在制作人提姆巴蘭、崔西·斯图尔特与肖恩·加勒特的帮助下，蕾哈娜将自己的音乐风格转为快节奏舞曲。2007年5月，专辑正式发行，在巴西、加拿大、爱尔兰和英国取得了冠军，在美国和澳大利亚取得了亚军，也获得了乐评的普遍好评。首张单曲《小雨傘》在十三個國家奪冠。在英國，歌曲甚至取得了連續十周冠軍。這張單曲在全球總共取得了660万份銷量，是蕾哈娜第一張列入世界暢銷單曲清單的單曲。歌曲《逍遙遊》和《我恨我愛你》隨後也發行了單曲，後者在全球大獲成功。為了宣傳專輯，蕾哈娜在2007年9月開啟了娜妹好壞巡迴演唱會，在全球進行了80場演出。在第50届格莱美奖上，蕾哈娜獲得了多項提名。最終，《小雨傘》獲得了格莱美奖最佳饶舌/演唱合作，成為蕾哈娜職業生涯第一座格莱美奖。

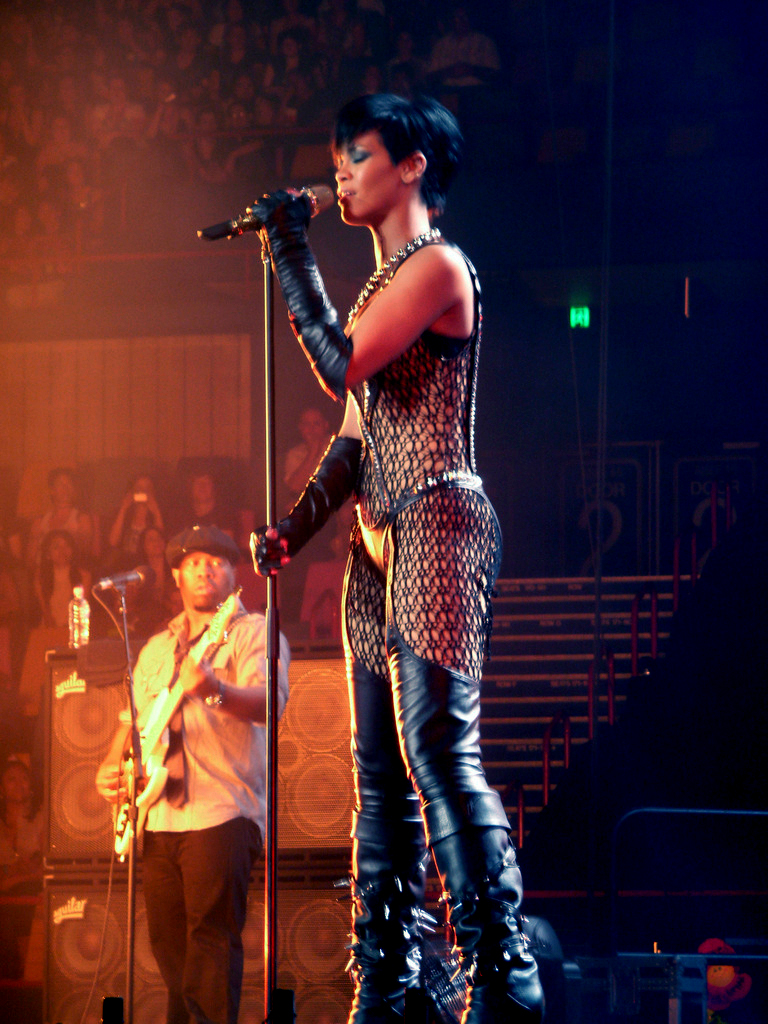
蕾哈娜2008年在布里斯本娛樂中心表演。

整個2000年代末，蕾哈娜都在尋求自己音樂上與個人形象上的轉型。2008年，蕾哈娜與肯伊·威斯特、卢普·菲亚斯科和N.E.R.D共同在暗中發光巡迴演唱會表演。6月，《娜妹好壞》的改版《娜妹好壞 (超級好樣版)》發行。改版專輯收錄了三首新歌曲：《恐怖社区》、《謝幕》以及與魔力紅合作的《如果不能再見你一面》，這些歌曲在全球各地榜單都取得了較高的排位。《娜妹好壞》及其改版專輯在美國共取得了280萬份銷量，獲得了美國唱片工業協會二白金認證，是迄今為止蕾哈娜在美國銷量最高的一張專輯。專輯在全球則取得了超過700萬份銷量。8月，為支援抗癌活動对抗癌症，蕾哈娜和一眾女歌手錄製了慈善單曲《站起来！》。11月，蕾哈娜和T.I.合作演唱的歌曲《Live Your Life》發佈，在百強單曲榜奪冠。2008年末，蕾哈娜被《娱乐周刊》評為“年度天后”。2009年1月，《娜妹好壞》的混音版專輯《娜妹好壞混音特輯》發佈。
2009年年初，蕾哈娜開始著手製作第4張錄音室專輯《限制級》。專輯於11月發行，《滾石》認為，這張專輯中蕾哈娜“改變了她的聲音，讓這張專輯成為今年最棒的一張流行唱片。”相對於蕾哈娜的前幾張專輯，這張專輯的風格更加黑暗。
專輯在美國以181,000份首周銷量空降二百強專輯榜第4名。
《限制級》一共發行了6張單曲，其中《坏孩子》不僅在美國奪冠5周，在全球其它22個國家也進入了前十名。

### 2010年–2011年：《娜喊》与《娜樣說》
2010年夏天，蕾哈娜與阿姆合作演唱了全球熱門單曲《喜歡你說謊的樣子》，在超過20個國家奪冠。这也是蕾哈娜第7首全美冠军单曲。在英國，歌曲最高排位第2，是蕾哈娜在該國第一首銷量過百萬的歌曲。她也獻聲肯伊·威斯特專輯《My Beautiful Dark Twisted Fantasy》中的歌曲《All of the Lights》。2010年10月，蕾哈娜更換了經紀人並加入了Jay Z的Roc Nation。

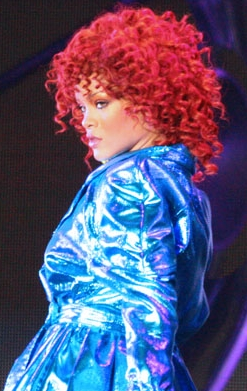
2011年6月，蕾哈娜在標靶中心表演。

2010年11月，蕾哈娜的第5張錄音室專輯《娜喊》發行。
首張單曲《萬中選一》在十五個國家奪冠，包括英美兩國。第二張單曲《呼喊我的名》與德雷克合作，在英美兩國同樣取得了冠軍。第三張單曲《禁忌遊戲》在發行布蘭妮·斯皮爾斯混音版之後，在美國奪冠。《禁忌遊戲》是蕾哈娜第十張美國冠軍單曲，其奪冠標誌著蕾哈娜成為最快取得十張冠軍單曲的藝人。
在第53届格莱美奖，《萬中選一》赢得了最佳舞曲录制奖。2011年5月，单曲《男人出局》和《加州大床》发行。9月，取样自艾薇儿·拉维尼2002年歌曲《跟隨你》的歌曲《乾杯》作为专辑第6支单曲发行，在英国进入了前20名，在美国进入了前十名。为宣传专辑，蕾哈娜于2011年6月开启了娜喊巡迴演唱會。巡演在伦敦O2體育館十场售罄，成为该场馆有史以来最卖座的演唱会。在伦敦的最后三场演出最后被录制成了蕾哈娜第2张现场影视专辑《倫敦O2演唱會》。巡演是2011年票房收入第7高的巡演之一。
蕾哈娜的第6张录音室专辑《娜样说》于2011年11月发行。专辑以198,000份销量空降二百强专辑榜季军。在英国则以163,000份首周销量空降冠军。专辑的首张单曲《找到愛》在全球27国夺冠，在超过30个国家进入了榜单前10，打破了多项记录。专辑在百强单曲榜取得了不连续的十周冠军，是蕾哈娜夺冠周数最长的单曲，也是2011年全年夺冠周数最长的单曲。《你是唯一》、《娜樣說》分别作为专辑的第2张和第3张单曲发行。第5张单曲《你去哪了》取得了全球成功，在美国最高排位第5，在英国最高排位第6。与ASAP Rocky合作的《驕傲自大（愛呀）》则是专辑的第6张单曲。

### 2012年–2014年：《超級戰艦》与《道歉太難》
2012年年初，蕾哈娜发行了两首合作歌曲，分别是和酷玩乐队合作的《Princess of China》和与德雷克合作的《呵護》。2月，蕾哈娜获得了第54届格莱美奖最佳饶舌/演唱合作，并被票选为2012年全英音乐奖最佳国际女艺人。3月，蕾哈娜与克里斯小子合作了歌曲《生日蛋糕》和《樂世界》的混音版本，但由于家暴事件的影响，这两首混音歌曲都获得了较为负面的评价。9月，《找到愛》獲得了MTV音樂錄影帶大獎年度影片，使蕾哈娜成為第一個兩次獲得此殊榮的藝人。
蕾哈娜在影視方面也有進一步的發展。她參演了《超級戰艦》的柯拉·蕾克絲一角。蕾哈娜的表演獲得了中下等的影評。而這次出演更讓她獲得了金酸梅獎最差女配角。蕾哈娜還在好友凱蒂·佩芮記錄式電影《凱蒂·佩芮：做自己》中出鏡。2012年8月19日，蕾哈娜參加了電視節目《歐普拉的下一章》第2季的第1集。這一集也成為了歐普拉·溫芙蕾電視網有史以來收視率第2高的一期節目。

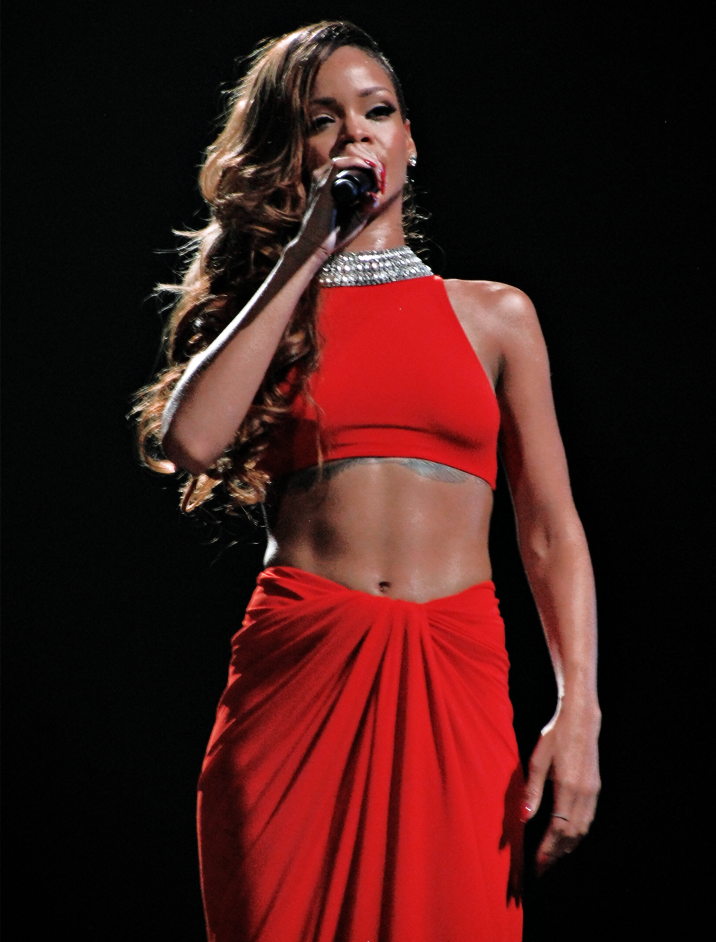
2013年，蕾哈娜在璀鑽巡迴演唱會於加拿大表演。

在第7张录音室专辑发行前，蕾哈娜开启了一场历时7天在7个国家举办的777巡回演唱会。后来，这场演唱会发行了DVD《777巡迴演唱紀實》。第7张录音室专辑《道歉太難》于2012年11月发行。在美国，专辑以238,000空降二百强专辑榜冠军，是蕾哈娜在该国第一张冠军专辑。此外，这张专辑也是蕾哈娜首周销量最高的一张专辑。专辑在英国则连续夺冠3周。首张单曲《璀鑽》在全球超过20个国家夺冠。第二张单曲《留下》与米奇·艾可合作，在超过20个国家进入了榜单前5名。
2013年2月的第55届格莱美奖，蕾哈娜以《找到爱》的音乐录影带赢得了最佳音乐录影短片。同月，英国官方榜单公司宣布，蕾哈娜2012年在英国共取得了3,868,000份唱片销量，是2013年全英音乐奖被提名艺人中销量最高的艺人。为宣传专辑，蕾哈娜于3月开启了璀鑽世界巡迴演唱會。6月，蕾哈娜在当月发行的电影《大明星世界末日》参演自己本人一角。同月，蕾哈娜客串威尔歌曲《Bad》的混音版本发行。
10月，阿姆与蕾哈娜再次合作，推出了新单曲《怪獸》。歌曲在英国夺冠，使蕾哈娜连续七年在该国都有冠军单曲。歌曲在美国亦夺冠，是蕾哈娜第13张冠军单曲。在第57届格莱美奖中，歌曲赢得了最佳饶舌/演唱合作。2014年年初，蕾哈娜还与夏奇拉合作，发布了单曲《無法忘記你》。5月，蕾哈娜正式离开Def Jam唱片，与Roc Nation签下了完整合同。

### 2015年至今：《反了》与电影生涯
2014年开始就有消息指蕾哈娜正着手制作第8张录音室专辑。2015年1月，蕾哈娜发行了单曲《FourFiveSeconds》。之后又相继发布了《Bitch Better Have My Money》和《American Oxygen》两支单曲。然而，这些单曲均未正式收录于第8张录音室专辑中。同年，蕾哈娜还参与了电影《疯狂外星人》的配音。2月24日，由蕾哈娜演唱的电影主题曲《Towards the Sun》发行。7月1日，美国唱片工业协会宣布，蕾哈娜的金与白金认证歌曲总计销量已突破百万，为此，协会授予了她数字单曲奖。10月，蕾哈娜加入了《美國之聲》第9季的導師陣營。同月，她宣佈將出演預定於2017年發行的電影《星際特工瓦雷諾：千星之城》。
2016年1月28日，蕾哈娜通过流媒體音樂平台Tidal首发了第8张录音室专辑《反了》。次日，专辑的豪华版发布，并在Apple Music上架。虽然专辑在美国仅空降第27名，但后来，专辑成功夺冠，成为蕾哈娜在美国第2张冠军专辑。与德雷克合作的，专辑的首张单曲《加把劲》在美国夺冠，第二张单曲《需要我》也取得了最高排位第7名的成绩。3月，為宣傳專輯，蕾哈娜開啟了反了世界巡迴演唱會。2016年中期，蕾哈娜客串了许多单曲。包括客串凱文·哈里斯的《天註定》，客串德雷克的《我太好》和客串Mike Will Made It的《Nothing Is Promised》。其中在英美兩國分別奪得了亞軍和季軍。6月27日，蕾哈娜還發行了電影《星际迷航3：超越星辰》的原聲歌曲《Sledgehammer》。8月，在2016年MTV音樂錄影帶大獎中，蕾哈娜獲得了迈克尔·杰克逊音乐录像带先锋奖。
蕾哈娜在2017年2月播出的《貝茲旅館》第五季中扮演瑪莉安·克萊恩一角，大获好评。
邁入2018年，蕾哈娜於《瞞天過海：八面玲瓏》中飾演技術高人一等的女駭客9號球。
2018年，蕾哈娜的個人品牌Savage於紐約時裝周中首次展出她的內衣系列Savage x Fenty。
2019年，蕾哈娜與索尼/聯合電視音樂出版簽約。
2022年10月18日，為漫威影業電影《黑豹2：瓦干達萬歲》演唱主題曲《Lift Me Up》。
2023年2月12日，於第五十七屆超級盃中場秀表演。

## 成就
迄今為止，蕾哈娜獲得了9個葛萊美獎，12個公告牌音乐奖和9個全美音樂獎。在2013年全美音樂獎上，蕾哈娜獲得了音樂標誌獎 (Icon Award)。而在2016年MTV音樂錄影帶大獎中，蕾哈娜獲得了迈克尔·杰克逊音乐录像带先锋奖。

## 个人生活
2009年2月8日，蕾哈娜原计划在第51届格莱美奖的表演取消。报导称这是因为蕾哈娜的时任男友歌手克里斯·布朗对其施行了家暴。随后，布朗以非法威胁为由被拘捕。TMZ.com泄露出的一张照片显示，蕾哈娜身上有明显的伤痕。3月5日，布朗被正式控以施暴与非法威胁。2009年6月22日，初步聽證會在洛杉磯舉行，蕾哈娜被傳喚出庭作證。当日，布朗認罪，法庭判处布朗五年緩刑，並要求布朗与蕾哈娜的日常人身距離保持50碼（46米），在公开活动时距离可減少到10碼（9米）。2011年2月，應布朗律師的要求，经蕾哈娜同意后，法官帕特里夏·史内格將限制令修改為“一級令”，允許两人在未來共同出席頒獎典禮。
2009年12月到2010年期间，蕾哈娜曾与洛杉矶道奇棒球运动员麥特·坎普交往。之后，蕾哈娜还和加拿大饶舌歌手德雷克交往过一段时间。2012年，不断有媒体报道称蕾哈娜已与克里斯·布朗復合。2013年1月，在接受《滚石》的采访中，蕾哈娜正式確認二人復合，而其時雖克里斯·布朗仍在家暴事件的观察期，但她已与布朗修復关系。2013年5月，布朗宣布与蕾哈娜再次分手。2015年，蕾哈娜与德克薩斯州密蘇里城的一名饶舌歌手特拉维斯·斯科特开始交往。2017年起，她的男友是沙特阿拉伯商人哈桑·賈米爾，兩人於2020年1月分手。
2021年5月，A$AP Rocky首次公開了他與蕾哈娜的伴侶關係。2022年，被揭已产下大兒子RZA。2023年2月12日第五十七届超级碗后，再被确认已怀有第二胎，後於今年同年8月生下二兒子Riot Rose。2025年6月，蕾哈娜挺著孕肚現身Met Gala，宣布懷上第三胎
蕾哈娜是一名基督徒。她在闲暇时光会阅读《圣经》。2015年，蕾哈娜曾在《时尚芭莎》的采访中表示，她对上帝的信仰帮助她度过了整个职业生涯。她也自称是新教靈恩派使者喬伊斯·邁耶的追随者。
在NCAA三月狂热音乐节中，蕾哈娜表示自己反对《恢复宗教自由法》以宗教信仰为由放任个人或企业对LGBT群体的歧视。蕾哈娜还曾与一些名人录制了一段线上影片《如果你是非裔美国人，你的23种遇害方式》（23 Ways You Could Be Killed If You Are Black in America）。該影片與我們在這裡行動（We Are Here Movement）合作，呼籲社会採取行動遏制警察当局的暴行。
2018年，Rihanna在Coachella音樂節中配帶一支名為flask bracelet 的首飾引起討論，該手鐲可以隨時倒出預先備好其中的酒精飲品。。
2020年，蕾哈娜在富比士美國白手起家女富豪榜，以6億美元身價首度入榜，名列第33名。其收入來源，主要是和路威酩軒合作的Fenty Beauty 化妝品備受歡迎，該產品在2019年銷售額超過6億美元。此外她還與Techstyle Fashion Company共同擁有 Savage x Fenty 的系列內衣，該品牌2019年總共募集投資5,000萬美元。

## 音乐作品
- 《太陽之歌》（2005年）
- 《娜妹天下》（2006年）
- 《娜妹好壞》（2007年）
- 《娜式定义》（2009年）
- 《娜喊》（2010年）
- 《娜样说》（2011年）
- 《道歉太難》（2012年）
- 《反了》（2016年）

## 影视作品
- 《魅力四射3》（2006年）
- 《超級戰艦》（2012年）
- 《酷玩樂團2012現場特輯》（2012年）
- 《凱蒂·佩芮：做自己》（2012年）
- 《大明星世界末日》（2013年）
- 《安妮：纽约奇缘》（2014年）
- 《疯狂外星人》（2015年）
- 《貝茲旅館》（2017年）
- 《星際特工瓦雷諾：千星之城》（2017年）
- 《瞞天過海：八面玲瓏》（2018年）
- 《魔鬼性交易》（2020年）

## 巡回演唱会
- 蕾哈娜：現場演唱會巡迴（2006年）
- 娜妹好壞巡迴演唱會（2007年-2009年）
- 全球最後女孩巡迴演唱會（2010年-2011年）
- 娜喊巡迴演唱會（2011年）
- 璀鑽世界巡迴演唱會（2013年）
- 怪獸巡迴演唱會 （與阿姆共同表演）（2014年）
- 反了世界巡迴演唱會（2016年）
- 過年演唱會（2019年）